# エクビィ隕石
エクビィ隕石（エクビィいんせき、Ekeby meteorite）は1939年4月5日、スウェーデンに落下した隕石である。スコーネ地方のエクビィ村の農場に落下した。はじめ3310gの隕石が回収され、後に約26gの破片が回収された。40%が橄欖岩である、H4に分類される普通コンドライトである。密度は3.17g/cm3である。
2008年7月までにスウェーデンで落下が目撃された9個の隕石（発見された隕石は18個）のうちのひとつである。エクビィ隕石は現在ルンド大学の地質学部に保存されている。